# Kristian Bernhard Hellström
Kristian Bernhard Hellström, född 14 december 1863 i Katarina församling, Stockholm, död 13 januari 1947 i Matteus församling, Stockholm, var en svensk grafiker och tecknare. 
Han studerade i Stockholm och i Oslo, och har bland annat utfört ett stort antal trästick. Även hans son Thor Hellström var konstnär. Hellström finns representerad vid bland annat Nationalmuseum i Stockholm.